# لوجاس رنر
لوجاس رنر (انگلیسی: Lojas Renner) شرکت خرده‌فروشی پوشاک برزیلی است، که در سال ۱۹۱۲ تأسیس شد.